# Gorivo
Gorivo je snov, s pomočjo katerega lahko eno vrsto energije pretvorimo v drugo. Pogost primer je pretvorba potencialne energije v kinetično (kot toploto in mehansko delo). V večini primerov je to samo nekaj, kar gori.